# El Estrecho de Fuente Álamo
El Estrecho de Fuente Álamo conocido coloquialmente como El Estrecho, es una pedanía perteneciente al municipio de Fuente Álamo de Murcia en la Región de Murcia, España.

## Geografía física

### Ubicación
El Estrecho se encuentra situado en el sureste de la Región de Murcia, en la comarca natural del Campo de Cartagena, a una altitud de 213 metros sobre el nivel del mar.

### Clima
Se trata de un territorio árido de clima mediterráneo seco, con precipitaciones que oscilan sobre los 300m anuales.

## Historia
Se tiene constancia de que el nombre de El Estrecho, tiene su origen en el estrecho canal de una rambla que atraviesa la población.
Se cree que el Cabezo de la Cruz puede albergar un asentamiento perteneciente a la cultura del Argar. Se han descubierto, también, algunos restos de culturas anteriores al asentamiento que ha perdurado hasta nuestros días, como restos de una balsa romana y una alquería árabe.
No conocemos el origen exacto del asentamiento actual pero sabemos que toda la zona comenzó a poblarse hacia el siglo XVI tras la ocupación de estos territorios por los reinos cristianos de la península ibérica y los procesos de repoblación. La ermita del pueblo está fechada en 1739, lo que debería confirmar la existencia de un núcleo de población estable en el siglo XVIII. 
En 1855 el territorio se anexionó al Ayuntamiento de Fuente Álamo de Murcia. En la actualidad, la agricultura de regadío orientada a la exportación, ha dado riqueza en la zona y ha procurado un cierto crecimiento demográfico. La pedanía, se encuentra cerca de algunas principales vías de comunicación de acceso este a Fuente Álamo y de la autovía Murcia-Cartagena, por lo que la zona es muy accesible y está bien comunicada, lo que ha mejorado sus posibilidades económicas.

## Geografía humana

### Demografía

#### Población
Posee una población de 461 habitantes.

## Naturaleza
Los parajes que rodean El Estrecho, además de poseer los cultivos de secano propios de la zona, están repletos de almendros, proliferando también las bojas, los gandules (Nicotiana Glauca), las boalagas (Thymelaea Hirsuta) o la palmera datilera.

## Monumentos
La población del estrecho no posee importantes monumentos de valor artístico o histórico. Sin embargo, algunos de sus edificios y monumentos, principalmente ligados al patrimonio religioso católico, son simbólicos y queridos por su vecindario. Destacan los siguientes:
- Ermita.
- Casa del los Balcones o del Piñón.
- Las Camellas.
- Monte de la Cruz.

El principal monumento es el denominado Monte de la Cruz. Se trata de un pequeño cabezo situado en los aledaños del pueblo, en cuya subida, alumbrado en la noche por pequeños farolillos de luz, se encuentran representadas las estaciones del Viacrucis, culminando en una cruz igualmente iluminada que corona el cabezo.
Además, el pueblo posee algunas infraestructuras antiguas para recoger y transportar agua, características de la zona, como aljibes.

## Festividades
El estrecho celebra en el mes de mayo las fiestas en honor a la Santa Cruz. Mientras que el 17 de enero, se celebra la Romería al Cabezo de la Cruz.